# Musée archéologique de Lamta
Le musée archéologique de Lamta (arabe : المتحف الأثري بلمطة) est un musée tunisien situé dans la ville de Lamta.
Il abrite principalement des pièces archéologiques relatives à l'histoire punique et romaine de la ville, notamment plusieurs mosaïques, du mobilier funéraire, des poteries et plusieurs sculptures en marbre.
Construit au bord de la mer, au nord-ouest de Lamta et au nord-est du site de Leptiminus, il est ouvert en novembre 1992,. Outre le musée, un jardin accueille une partie des restes d'un ensemble thermal romain, dont un caldarium, et des sculptures.

## Collections
Il est divisé en trois salles ouvertes sur un jardin intérieur : l'une est consacrée aux nécropoles puniques avec notamment un sarcophage en bois du IIIe siècle av. J.-C., des poteries et de la céramique ; l'autre à l'époque romaine avec des inscriptions, une statue de l'empereur romain Trajan, un sarcophage chrétien et son couvercle en marbre sculpté figurant le Christ entouré par les apôtres Paul et Pierre et datant de l'époque byzantine, ainsi que des mosaïques dont l'une montre Vénus sortie des eaux et une autre les saisons ; ces mosaïques constituent un témoin remarquable de la somptuosité des demeures de la ville à l'époque romaine. Une dernière salle, ouverte en mai 1994 en coopération avec l'université du Michigan, présente différents aspects de l'archéologie, en particulier l'importance de l'étude des origines des amphores pour retracer les flux commerciaux, ainsi qu'une présentation des systèmes de chauffage des thermes romains et d'autres installations hydrauliques. Des mosaïques romaines d'Uzita, des stèles votives, des amphores et une importante collection de mosaïques chrétiennes provenant de catacombes de Lamta sont également présentées,.

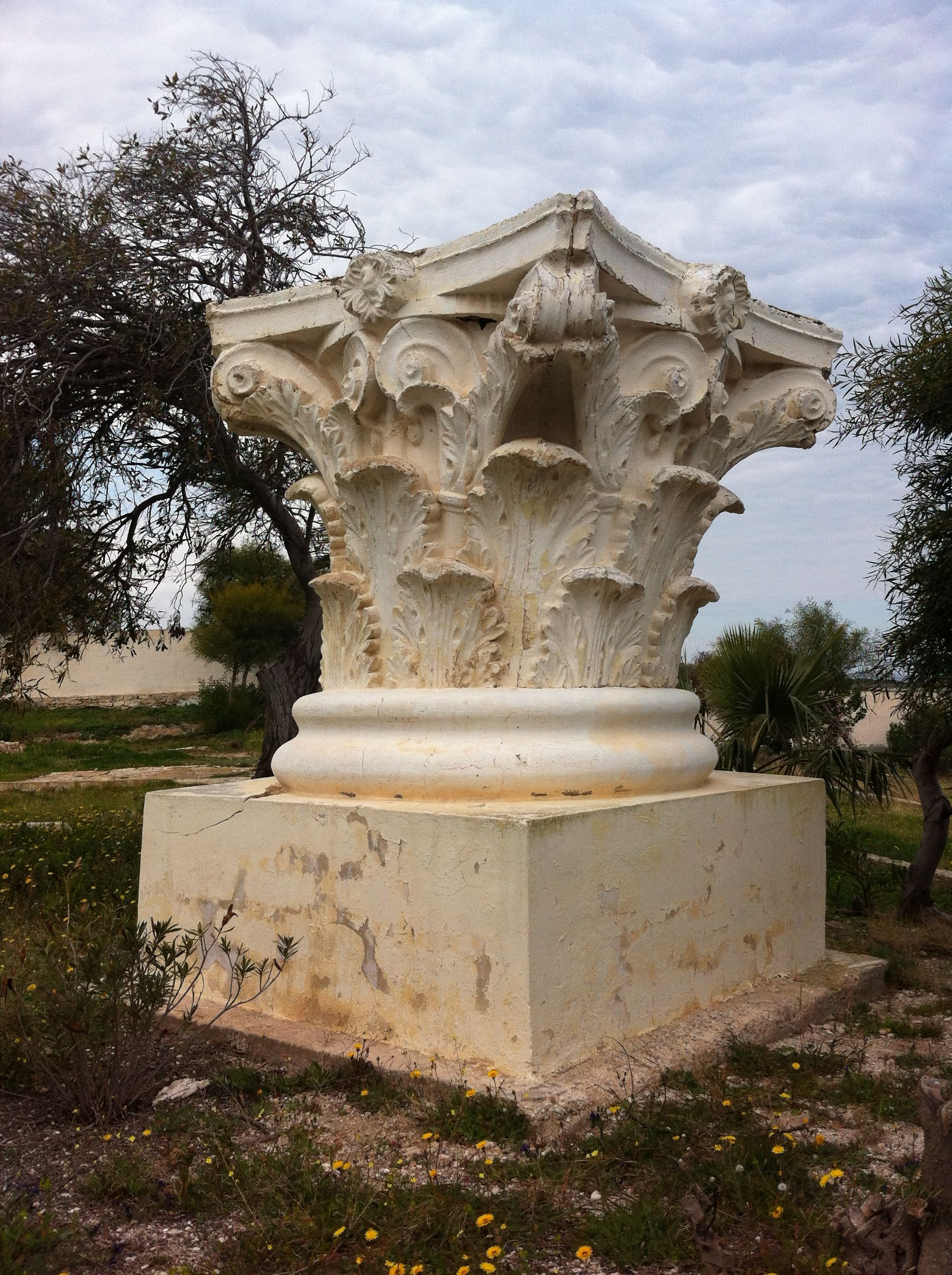
Base et chapiteau d'une colonne romaine de grande taille.
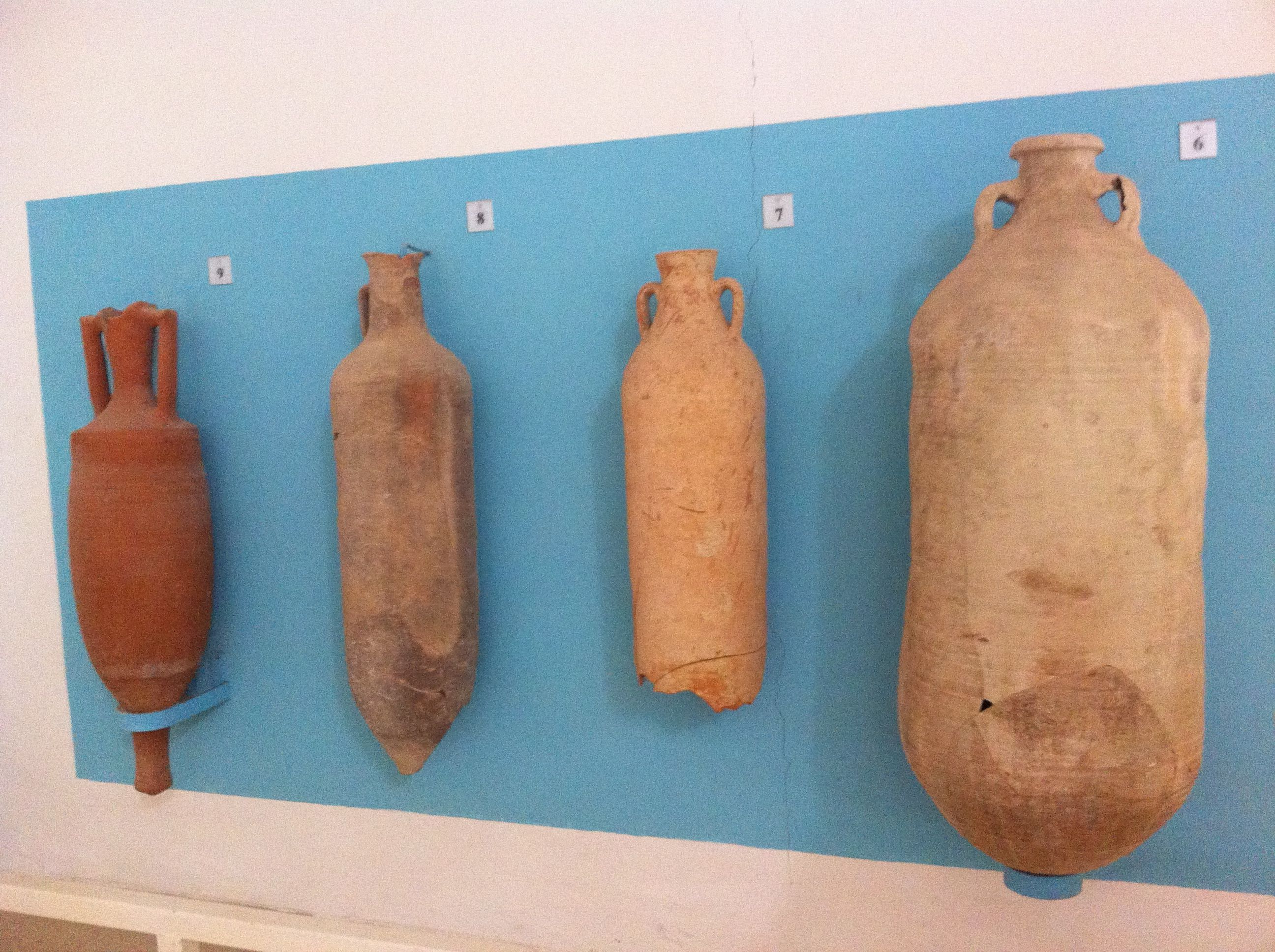
Amphores de la période romaine.
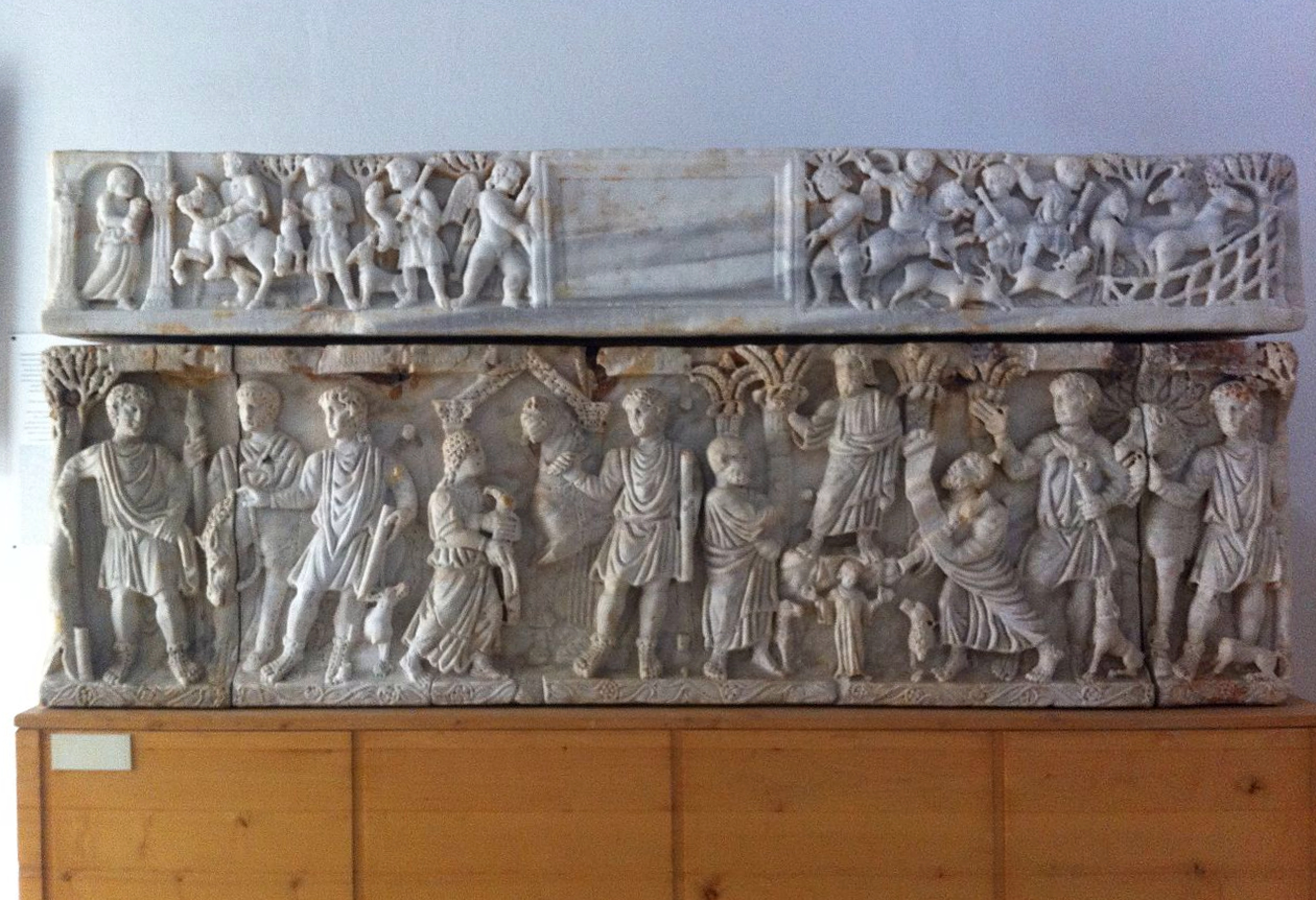
Sarcophage chrétien.